# Расплата (фильм, 1999)
«Расплата» (англ. Payback) — американский боевик-триллер в стиле неонуар 1999 года, снятый Брайаном Хелгелендом в его режиссёрском дебюте, в главных ролях Мел Гибсон, Грегг Генри, Мария Белло, Люси Лью, Дебора Кара Ангер, Дэвид Пеймер и Джеймс Коберн. Он основан на романе «Охотник» Дональда Эдвина Уэстлейка, написанном под псевдонимом Ричард Старк, который ранее был адаптирован в фильме 1967 года Выстрел в упор.
Во время пост-продакшна Хелгеленд был удалён Гибсоном и продюсерами, которые переписали и пересняли значительные части фильма, включая другой третий акт и нового злодея, которого сыграл Крис Кристофферсон. Эта версия фильма была выпущена Paramount Pictures 5 февраля 1999 года и получила неоднозначные отзывы критиков.
В 2006 году Хелгеленд выпустила режиссёрскую версию под названием Payback: Straight Up, которая существенно отличается от версии, выпущенной студией. Эта новая версия получила более позитивный приём и в целом считается лучшей, чем театральная версия.

## Сюжет
Примечание: этот синопсис сюжета относится к оригинальной театральной версии фильма. Различия в сюжете между театральной и режиссёрской версиями указаны далее в статье.
Портер, профессиональный вор и бывший морской пехотинец США, получает огнестрельные ранения, которые лечит нелицензированный врач, будучи застреленным и преданным за 70 000 долларов, и планирует месть. После нескольких месяцев выздоровления Портер совершает серию мелких краж и коротких афер, чтобы раздобыть наличные, новый костюм и револьвер. Он и его сообщник Вэл Резник украли 140 000 долларов у местной китайской триады, но Вэл обманул жену Портера Линн, заставив её поверить, что у Портера роман с Рози, девушкой по вызову, которую он раньше защищал. Линн застрелила Портера и оставила его умирать, пока Вэл забирал деньги, чтобы выплатить долг «Наряду», могущественному организованному преступному синдикату.
Портер сталкивается с Линн, которая была поглощена чувством вины и пристрастилась к героину. Он пытается конфисковать её наркотики, но она находит некоторые из них во вторичном тайнике. Портер просыпается и находит её мёртвой от передозировки на следующее утро. Полагая, что Вэл финансировал её привычку, Портер допрашивает наркоторговца Линн, который указывает ему на посредника Вэл, Стегмана. Портер находит Стегмана в компании коррумпированных полицейских детективов Хикса и Лири, и Вэл узнаёт от Стегмана, что Портер жив. Заручившись помощью Рози, которая теперь связана с Outfit, Портер устраивает засаду на Вэл во время сеанса с Перл, доминатрикс, связанной с Триадой, и требует его денег.
Вэл идет к Картеру, более высокому должностному лицу Outfit, который предупреждает его, чтобы он устранил Портера самостоятельно. Однако после того, как Вэл уходит, он приказывает одному из своих людей самому разобраться с Портером. В отчаянии Вэл приказывает Перл рассказать Триадам, что Портер несет ответственность за кражу 140 000 долларов. Прежде чем Триады успевают убить Портера, прибывают Хикс и Лири, которые нашли тело Линн и допросили её дилера, и вымогают у Портера часть его денег, как только он их вернет. Следуя за Портером в квартиру Рози, Вэл стреляет в её собаку и угрожает изнасиловать её, но Портер стреляет и ранит его. Выдав имена боссов Outfit Фэрфакса и Картера, Вэл убит Портером. Отведя Рози в свою секретную квартиру, Портер находит бомбу, прикрепленную к телефону людьми Картера, которые звонят ему из машины снаружи. Перерезав их топливный шланг, Портер сжигает их зажжённой сигаретой.
Возле офиса Картера Портера подстерегают Хикс, Лири и Стегман, который также требует часть. Портер даёт им свой револьвер, чтобы они держали его, пока он внутри, фиксируя отпечатки пальцев Лири на пистолете, из которого убили Вэла. Встретившись с Картером, Портер разоружает его охрану и угрожает убить его. Ссылаясь на корпоративную структуру организации, Картер звонит Бронсону, главе Outfit. Портер неоднократно поправляет их, что всё, что он хочет, это его половина от денег, которые украл Вэл, но Бронсон отказывается платить, и Портер убивает Картера. Подставляя Хикса и Лири за смерть Вэла, Портер оставляет значок Хикса и пистолет с отпечатками пальцев Лири возле тела.
С помощью Рози Портер похищает сына Бронсона Джонни, о чём он рассказывает Бронсону во время другого звонка, пока тот угрожает Фэрфаксу. Хикса и Лири арестовывает служба внутренних расследований из-за подброшенных Портером ложных доказательств. Стегман захватывает Портера, но начинается перестрелка с Перлом и Триадами, в результате которой Стегман, его водитель и Триады погибают; держа Портера под прицелом, Перл теряет сознание, когда Наряд прибывает, чтобы похитить Портера. Сильно избитый, Портер встречается лицом к лицу с Бронсоном, который принес выкуп в размере 140 000 долларов, но клянется, что Портер никогда к нему не прикоснется. Портер рассуждает, что всё, что он хотел, это 70 000 долларов, которые взял Резник, но Бронсон приказывает своим людям бить Портера молотками по пальцам ног, пока он не выдаст местонахождение Джонни; они разбивают два пальца на ногах, прежде чем он называет им адрес.
Бронсон, Фэрфакс и их люди едут по адресу, в квартиру Портера, с Портером, запертым в багажнике. Когда они заходят внутрь, Портер вырывается и использует телефон в машине, чтобы набрать номер своей квартиры; Бронсон отвечает, активируя бомбу, оставленную людьми Картера, и взрыв убивает Бронсона, Фэрфакса и их людей. Оставив Джонни прикованным к её батарее, Рози присоединяется к Портеру, чтобы начать новую жизнь вместе, начав с «похода на завтрак… в Канаду».

## В ролях
- Мел Гибсон — Портер
- Грегг Генри — Вэл Резник
- Мария Белло — Рози
- Люси Лью — Перл
- Дебора Кара Ангер — Линн Портер
- Джеймс Коберн — Джастин Фэрфакс
- Крис Кристофферсон — Бронсон
- Уильям Дивейн — Картер
- Дэвид Пеймер — Артур Стегман
- Джон Гловер — Фил
- Фредди Родригес — наркокурьер
- Джек Конли — детектив Лири
- Билл Дьюк — детектив Хиккс

## История создания
Когда работа над фильмом была практически завершена, режиссёр Брайан Хелгеленд был отстранён от проекта. Его заменил Джон Мир, который переснял больше трети всех сцен, добавил новых персонажей в сюжет, внёс много других изменений.

## Режиссёрская версия
В 2006 году Paramount Pictures была выпущена режиссёрская версия фильма Брайана Хелгеленда. Она кардинально отличается от обычной: изменился сюжет (многие привычные сцены были вырезаны, появилось много новых сцен, некоторые герои исчезли или их появление сократилось до минимума, исчез закадровый голос главного героя), исправлена цветокоррекция (убран синий фильтр), полностью переписана музыка и т. д.
В частности, в финале фильма нет сюжетной линии похищения Джонни, сына главы синдиката Бронсона. Концовка чуть менее кровопролитная — Портер, «навестив» верхушку мафии (Фэрфакс), договорился с бухгалтером Синдиката о передаче денег в метро — на конечной станции. Бухгалтер пообещал ему, что для него эта станция будет конечной.
В последней сцене, как и в театральной версии, Портер и Рози уезжают на машине, но Портер тяжело ранен в перестрелке, по всей видимости, смертельно.